# أوي نيوهاوس
أوي نيوهاوس (بالألمانية: Uwe Neuhaus) (26 نوفمبر 1959 بهاتينغن في ألمانيا - ) هو مدرب كرة قدم ولاعب كرة قدم ألماني في مركز الدفاع. لعب مع روت فايس إيسن وفاتنشايد 09 وFC Remscheid ‏ وSpVgg Erkenschwick ‏.

## وصلات خارجية
- أوي نيوهاوس على موقع قاعدة بيانات كرة القدم.إي يو (الإنجليزية)
- أوي نيوهاوس على موقع بيانات كرة القدم. دي إي (الألمانية)
- أوي نيوهاوس على موقع Soccerway.com (الإنجليزية)
- أوي نيوهاوس على موقع عالم كرة القدم.نت (الإنجليزية)